# White Squall – Reißende Strömung
White Squall – Reißende Strömung ist ein US-amerikanischer Film aus dem Jahr 1996, gedreht von Ridley Scott. Die Handlung basiert lose auf der wahren Geschichte des Schulschiffs Albatross.

## Handlung
1960 entschließt sich der jugendliche Chuck Gieg gegen den Willen seiner Eltern, sein letztes Highschool-Jahr auf dem Segelschulschiff Albatross zu verbringen. Mit elf weiteren jugendlichen Kadetten der Ocean Academy wird er unter dem Skipper Christopher Sheldon zum Matrosen ausgebildet. Auf der Fahrt durch die Karibik wachsen die Jungen zu einer Mannschaft zusammen, lernen Verantwortung zu übernehmen und füreinander einzustehen.
Sheldon leitet das Schiff mit einer ihm eigenen Ausgewogenheit von Güte und Härte. So zwingt er Gil Martin, der an Höhenangst leidet, dazu, einige Meter hoch in die Takelage zu steigen; als Gil dort in Panik gerät, begleitet er ihn behutsam wieder nach unten und weist ihm dann andere Aufgaben zu. Später wird der Kadett Frank Beaumont, nachdem er einen Delfin nur zum Spaß mit einer Harpune beschossen und tödlich verletzt hat, es aber nicht fertigbringt, ihm anschließend einen schnellen Tod durch Erschlagen zu geben, im nächsten Hafen des Schiffes verwiesen und nach Hause geschickt. 
Auf der Heimreise gerät die Albatross in ein plötzliches Unwetter. Als die Kadetten in die Takelage steigen wollen, um die Segel zu reffen, verbietet ihnen Sheldon das wegen hoher Blitzschlaggefahr. Eine Weiße Bö trifft das Schiff von der Seite, das daraufhin kentert und sinkt. Die beiden Kadetten Gil und Dean, der Schiffskoch und die Ehefrau des Kapitäns, Dr. Alice Sheldon, können das Schiff nicht mehr verlassen und kommen ums Leben. Die anderen überleben in zwei Rettungsbooten und werden von einem anderen Schiff an Bord genommen.
An Land wird Kapitän Sheldon von den Eltern der Kadetten – allen voran den Eltern Frank Beaumonts, der beim Unglück gar nicht an Bord war – beschuldigt, grob fahrlässig gehandelt und überhaupt das Schiff sehr ungeschickt geführt zu haben. Es kommt zu einer Anhörung vor einem Ausschuss der Küstenwache, die über sein Kapitänspatent entscheiden soll. Als sich herausstellt, dass einer der Kadetten, der während des Ereignisses am Ruder stand, einen direkten Befehl des Kapitäns aus Angst zweimal verweigert hat, nimmt Sheldon, um diesen Kadetten zu schützen, die Schuld an der Katastrophe auf sich allein, obwohl die anderen Kadetten sich hinter ihn stellen und ihn zu entlasten versuchen.
Sheldon darf letztlich sein Patent behalten, fährt jedoch laut eines am Schluss eingeblendeten Textes nie wieder zur See.

## Kritik
„Ein belangloser Film, der Altbekanntes mit schönen Bildern erzählt, jedoch als Abenteuerfilm nie so recht in Fahrt kommt und nicht mehr als gepflegte Langeweile verbreitet.“

## Synchronsprecher
Die Synchronsprecher für die deutsche Fassung:
| - Christopher Sheldon: Thomas Fritsch - Alice Sheldon: Katharina Lopinski - McCrea: Ekkehardt Belle - Chuck Gieg: Alexander Brem - Frank Beaumont: Dominik Auer - Gil Martin: Felix Miller - Robert March: Dirk Meyer - Dean Preston: Michel Guillaume - Shay Jennings: Benedikt Weber | - Lieutenant Tyler: Joachim Höppner - Tracy Lapchick: Marc Stachel - Girard Pascal: Wolfgang Müller - Captain Sanders: Ulrich Frank - Charles Gieg: Fritz von Hardenberg - Francis Beaumont: Reinhard Glemnitz - Middy Gieg: Eva Maria Bayerwaltes - Peggy Beaumont: Heidi Treutler - Tod Johnstone: Niko Macoulis |